# 佩里萨 (上加龙省)
佩里萨（法語：Peyrissas）是法国上加龙省的一个市镇，属于圣戈当区（Saint-Gaudens）奥里尼亚克县（Aurignac）。该市镇总面积7.82平方公里，2009年时的人口为99人。

## 人口
佩里萨人口变化图示